# سوژو ۲۷۱۹
سیارک ۲۷۱۹ (به انگلیسی: 2719 Suzhou، نامگذاری:1965SU) دو هزار و هفتصد و نوزدهمین سیارک کشف شده‌است که در ۲۲ سپتامبر ۱۹۶۵ کشف شد.
قدر مطلق سیارک برابر ۱۳٫۵۰ است.